# Dunalia
Dunalia es un género de plantas fanerógamas en la familia Solanaceae con  especies que se distribuyen por los Andes. Comprende 45 especies descritas y de estas, solo 8 aceptadas.

## Taxonomía
El género fue descrito por Carl Sigismund Kunth y publicado en Nova Genera et Species Plantarum (quarto ed.) 3: 55. 1818. La especie tipo es: Dunalia solanacea Kunth	 
Etimología
Dunalia: nombre genérico que fue otorgado en honor del botánico francés Michel Félix Dunal.

## Especies aceptadas
A continuación se brinda un listado de las especies del género Dunalia aceptadas hasta noviembre de 2014, ordenadas alfabéticamente. Para cada una se indica el nombre binomial seguido del autor, abreviado según las convenciones y usos.	
- Dunalia brachyacantha Miers
- Dunalia dombeyana (Dunal) J.F.Macbr.
- Dunalia fasciculata (Miers) Sleumer
- Dunalia obovata (Ruiz & Pav.) Dammer
- Dunalia solanacea Kunth
- Dunalia spathulata (Ruiz & Pav.) A.Br. & Asch.
- Dunalia spinosa (Meyen) Dammer
- Dunalia trianaei Dammer